# ابن همماه الرامشي
أبو نصر محمد بن أحمد بن همماه النيسابوري الرامشي (404هـ/1014-1013م - جمادى الآخرة 489هـ/مايو-يونيو 1096م)  هو كاتب وشاعر ونحوي من نيسابور عاش في القرن الخامس الهجري.

## سيرته
ولِدَ محمد بن أحمد بن همماه في مدينة نيسابور في فارس، وكان ميلاده في سنة 404هـ، ثُمَّ رحل إلى الشام لتعلُّم الأدب وعلوم الدين، فتتلمذ لدى أبي العلاء المعري وغيره، وعاد إلى نيسابور، حيث عمل هناك مُدرِّساً. كان ابن همماه متبحِّراً في علوم القراءات القرآنيَّة والحديث النبوي، وتعمَّق كذلك في علوم اللغة والنحو، وهو إلى جانب ذلك شاعر جيَّد، نظم باللغة العربية. تُوفِّي ابن همماه الرامشي في شهر جمادى الآخرة من سنة 489هـ.